# Speloncato
Speloncato är en kommun i departementet Haute-Corse på ön Korsika i Frankrike. Kommunen ligger i kantonen Belgodère som tillhör arrondissementet Calvi. År 2022 hade Speloncato 261 invånare.

## Befolkningsutveckling
Antalet invånare i kommunen Speloncato
Referens:INSEE